# بهرگان
بهرگان نام یکی از چهار مناطق نفتی ایران در خلیج فارس است که در محل کنونی شهر امام حسن قرار دارد.∗
این ناحیه شامل میدانهای نفتی هندیجان، بهرگانسر، سروش و نوروز میباشد. از مهم ترین دستاوردهای اخیر این منطقه نفتی صادرات نفت سنتزی در واحد مخازن و بارگیری این منطقه می باشد ، دریافت کاندانسیت پارس جنوبی و همچنین دریافت نفت سکوهای هندیجان و بهرگان و نفت مناطق نفت خیر جنوب و ساخت نفت سنتزی و صادرات آن به پالایشگاه های آبادان ، اصفهان و تهران از دیگر دست آورد های شرکت نفت فلات قاره می باشد. 